# MyZeil
MyZeil – centrum handlowe w centrum Frankfurtu, zaprojektowane przez architekta Massimiliano Fuksasa. Jest częścią zespołów budynków PalaisQuartier i znajduje się przy ulicy handlowej Zeil.
Centrum zostało oficjalnie otwarte 26 lutego 2009. W czasie publicznej prezentacji burmistrza Frankfurtu Petry Roth, centrum odwiedziło 120 000 osób w pierwszym dniu, według doniesień prasowych. Po dwóch tygodniach, liczba odwiedzających przekroczyła milion.
MyZeil ma sześć pięter, z jednym z najdłuższych schodów ruchomych w Europie (46 m). Całkowita powierzchnia centrum wynosi 77 000 metrów kwadratowych. Powierzchnia handlowa na dolnych trzech piętrach wynosi 52 000 metrów kwadratowych. Wśród najemców można wyróżnić m.in. REWE-Markt (żywność), Anson (odzież męska z wieloma wiodącymi markami odzieżowymi), a także sklep Saturn (elektronika i sprzęt AGD). Na wyższych piętrach ulokowane są restauracje, klub fitness (Fitness First) oraz pomieszczenia do gier i opieki dla dzieci. W dniu otwarcia, z prawie 100 sklepów, około 97 procent zostało wynajęte.